# Російський фонд прямих інвестицій
Російський фонд прямих інвестицій, РФПІ (рос. Российский фонд прямых инвестиций, РФПИ) — суверенний інвестиційний фонд Російської Федерації, створений урядом Росії у 2011 році для інвестицій у провідні компанії найбільш швидкозростаючих секторів економіки. У всіх угодах РФПІ виступає співінвестором разом із найбільшими у світі інституційними інвесторами — фондами прямих інвестицій, суверенними фондами, а також провідними галузевими компаніями. РФПІ в такий спосіб грає значну роль у залученні прямих інвестицій в екнономіку Росії.
Капітал під управлінням Фонду — 10 мільярдів доларів. Російський фонд прямих інвестицій інвестував і схвалив для інвестування понад 2,1 трлн рублів, з них понад 200 млрд рублів — кошти РФПІ і понад 1,9 трлн рублів — кошти співінвесторів, партнерів, і банків. РФПІ також залучив понад $40 млрд іноземного капіталу в російську економіку, побудувавши ряд довгострокових стратегічних партнерств.
З часу заснування фонду його очолює Кирило Дмитрієв.

## Історія
Фонд створено у червні 2011 року під керівництвом тодішнього президента РФ Дмитра Медведєва та прем'єр-міністра Володимира Путіна.
У перший рік роботи фондом було здійснено угоди щодо придбання акції «ММВБ-РТС» та «Энел ОГК-5».
У червні 2012 року РФПІ та Китайською інвестиційною корпорацією (CIC) було засновано Російсько-китайський інвестиційний фонд.
2 червня 2016 року президент РФ Володимир Путін підписав федеральний закон «Про Російський Фонд Прямих Інвестицій», який виводить РФПІ зі структури Зовнішекономбанку та наділяє його статусом суверенного фонду Росії.
У 2019 році ПАТ «Сбербанк», Російський фонд прямих інвестицій (РФПІ) та уряд РФ підписали угоди про співпрацю з метою розвитку в Росії високотехнологічної галузі «Штучний інтелект» відповідно до національної стратегії розвитку штучного інтелекту до 2030 року. Ключовими завданнями цього напряму є розвиток наукового потенціалу у сфері технологій штучного інтелекту, підготовка кваліфікованих кадрів у галузі II та створення сприятливого правового середовища для обігу даних та усунення регуляторних перешкод, розробка програмного забезпечення та впровадження ІІ-рішень у різні галузі та державні органи, а також популяризація технологій штучного інтелекту серед широкого загалу. Відповідальність у розвиток екосистеми штучного інтелекту у Росії покладено ПАТ «Сбербанк», а функція залучення інвестицій у російські проєкти та підприємства області II закріплена за РФПІ.

## Санкції
24 лютого 2022 року, на тлі вторгнення Росії в Україну, РФПІ включений до списку санкцій Канади «за роль у забезпеченні або підтримці неспровокованого і невиправданого вторгнення Росії в Україну».
28 лютого 2022 року РФПІ, пов'язані з ним компанії та директор, включені до списку санкцій США. Влада країни відзначає, що фонд розглядається ними як підставний фонд для президента Володимира Путіна, будучи уособленням російської клептократії в цілому. Мінфін США зазначив що метою фонду було залучення інвестицій у Росію з-за кордону, при цьому через цей фонд Росія отримувала вигоду від доступу до американської фінансової системи.
1 березня 2022 року фонд і директор потрапили до списку санкцій Великої Британії оскільки РФПІ фінансує проєкти, що мають стратегічне значення для Росії.
За аналогічними підставами РФПІ перебуває під санкціями Австралії, України та Нової Зеландії.